# Hipposcarus
Genre
Hipposcarus est un genre de poissons marins tropicaux de la famille des Scaridae (poissons-perroquets), de l'ordre des Perciformes. 

## Liste des espèces
Selon World Register of Marine Species (14 avril 2014), ITIS (14 avril 2014) et FishBase (14 avril 2014) :
- Hipposcarus harid (Forsskål, 1775)
- Hipposcarus longiceps (Valenciennes, 1840)

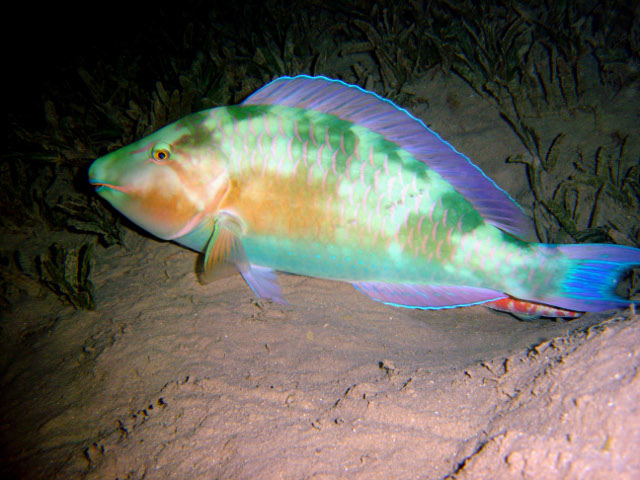
Hipposcarus harid
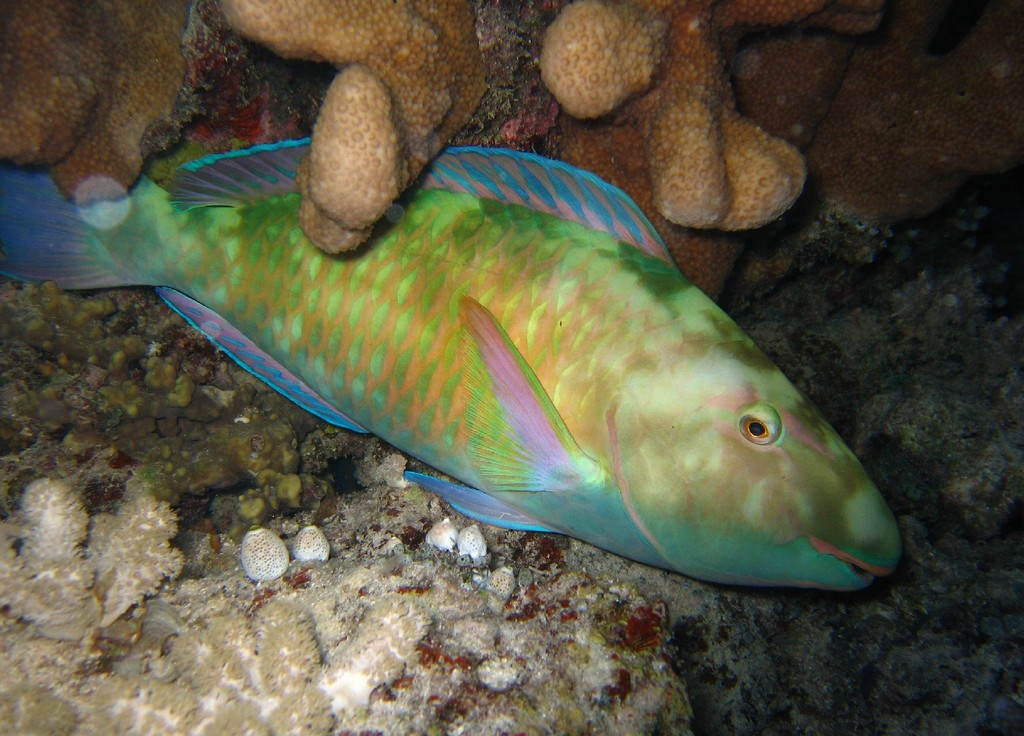
Hipposcarus longiceps